# Моральный реализм (теория)
Моральный реализм  (англ. Moral realism, кит. упр. 道义现实主义) — направление (школа) политического реализма в теории международных отношений, основанное Янь Сюэтуном.
Данное направление базируется на представлении о том, что существующий подход к политическому реализму может быть дополнен понятиями морали и силы «периода Вёсен и Осеней» и «Воюющих царств». В частности, Янь Сюэтун утверждает, что в условиях невозможности игнорирования жесткой силы в политическом реализме, мораль может легитимизировать применение государством силы и в связи с этим должна рассматриваться как переменная, а не просто как отвлеченное понятие. 
В опубликованной в 2016 году статье «Political Leadership and Power Redistribution» Янь Сюэтун представил свое видение того, как Китай с точки зрения теории морального реализма может сместить существующего мирового лидера в лице США и занять его место. Для этого, по мнению ученого, Китаю необходимо обладать политическим лидерством и пользоваться стратегическим доверием со стороны других стран.

## Основные положения
Согласно теории морального реализма, политическое лидерство представляет собой все то, что имеет отношений к правительству и находится под управлением политиков: стратегия, идеология, политическая система, государственные институты, политическая воля. В свою очередь, эффективность политического лидерства, являющегося ключевым элементом комплексной мощи государства (совокупность политической, экономической, военной и культурной мощи), обуславливает неравномерность развития стран в мире.
Сторонники морального реализма утверждают, что политика Китая по отказу от заключения союзов подрывает к нему стратегическое доверие и препятствует росту поддержки со стороны других стран касательно национального воссоединения Китая. Без достаточной международной поддержки Китаю будет сложнее продвигать новые международные нормы, следовательно, у него будет меньше шансов изменить существующий характер международной системы. Статус США как мирового лидера во многом обусловлен именно тем, что благодаря росту числа союзников, им удалось повысить уровень стратегического доверия к себе.
В соответствии с теорией морального реализма, международный порядок может базироваться на трех типах власти, предложенных Суньзцы: гуманности, гегемонии и тирании. Исходя из данной логики, Янь Сюэтун относит период колониальных империй Европы к тирании, период холодной войны между СССР и США к гегемонии, Китай же должен создать мировой порядок, основанный на власти гуманного правителя, который бы отстаивал такие конфуцианские принципы, как мораль, справедливость и вежливость внутри страны и международной арене.
Принципы конфуцианства, к которым апеллирует теория морального реализма находят свое отражение в высказываниях китайских руководителей в разное время. Например, бывший премьер-министр КНР Вэнь Цзябао в своем выступлении в стенах Гарвардского университета в 2003 году заявил, что на протяжении всей истории любовь к миру всегда была качеством китайской нации. В 2004 году Ху Цзиньтао заявил, что еще с древних времен у Китая прослеживалась добрая традиция искренности, доброжелательности, милости и доверия к своим соседям". Из вышесказанного может сформироваться представление о том, что Китай в отличие от других великих держав на протяжении всей своей истории всегда был образцом примерного поведения для других стран и, в действительности, способен стать гуманным правителем, к чему и призывает Янь Сюэтун.

## Критика
Представитель наступательного реализма Дж. Миршаймер считает, что Китай не сможет изменить существующий миропорядок мирным путем, и его подъём неизбежно будет сопровождаться систематическими войнами, что подорвёт его статус гуманного правителя. Ученый указывает на ошибочность допущений о мирной природе конфуцианства и о том, что оно выступает против инициирования войн: оно как раз наделяет Китай легитимным правом вести войны, когда поведение других стран, противоречит принципам «милосердия и справедливости», то есть рассматривается китайскими лидерами как идущее вразрез с их представлениями о морали. По мнению Дж. Миршаймера, конфуцианская риторика может служить оправданием как для агрессивной, так и для пассивной политики: «Конфуцианство, как и либерализм в США, позволяет китайским лидерам без труда говорить, как идеалистам, а действовать, как реалистам».
Кроме того, отсутствуют достаточные исторические свидетельства того, что Китай в своей политике действовал в соответствии с предписаниями конфуцианства. Напротив, Китай вел себя, как и другие великие державы, и имел богатый опыт агрессивных и жестоких действий по отношению к своим соседям.
Профессор Мэрилендского университета, старший научный сотрудник Международного научного центра имени Вудро Вильсона в Вашингтоне и специалист по истории Китая Уоррен И. Коэн утверждает, что, «создавая свою империю, китайцы были не менее высокомерны и безжалостны, чем европейцы, японцы и американцы в создании своих. В те времена, когда Китай обладал достаточной силой, он жестоко обращался со слабыми соседями, поэтому и нам не стоит ожидать, что в будущем его поведение будет отличаться от политики великих держав, которую те проводили в прошлом». Исследователь в области политических наук университета Нотр-Дам Виктория Тин-бор Хуэй, изучая историю Китая и многочисленные военные конфликты, в которых Китай принимал участие, пришла к выводу, что в будущем во внешней политике КНР главенствующую роль будет играть жесткая сила, нежели власть «гуманного правителя».